# Tanacetum oshanahanii
Tanacetum oshanahanii — вид рослин з родини айстрових (Asteraceae), ендемік Канарських островів. За іншими даними таксон вважається синонімом до Gonospermum oshanahanii.

## Опис
Це кущ заввишки від 50 до 100 сантиметрів, який цвіте у березні — квітні, а плодоносить у червні.

## Середовище проживання
Ендемік острова Гран-Канарія, Канарські острови; росте в тріщинах і щілинах стін скель на висотах між 550 і 600 метрів.

## Загрози
Цей вид має високий відсоток нежиттєздатного насіння, що вказує на можливі проблеми розмноження. Інбридинг також може бути проблемою. Вузька смуга, де вид може зростати, перебуває під загрозою конкуренції рослин та випасу худоби.